# Ricardo Flores Magón, Tuzamapan de Galeana
Ricardo Flores Magón är en ort i Mexiko.   Den ligger i kommunen Tuzamapan de Galeana och delstaten Puebla, i den sydöstra delen av landet, 190 km öster om huvudstaden Mexico City. Ricardo Flores Magón ligger 169 meter över havet och antalet invånare är 364.
Terrängen runt Ricardo Flores Magón är kuperad åt sydväst, men åt nordost är den platt. Runt Ricardo Flores Magón är det tätbefolkat, med 383 invånare per kvadratkilometer. Närmaste större samhälle är Olintla, 19,2 km väster om Ricardo Flores Magón. I omgivningarna runt Ricardo Flores Magón växer huvudsakligen savannskog.